# Министерство искусств, наследия и гэлтахтов Ирландии
Министерство искусств, наследия и гэлтахтов Ирландии содействует экономическому, социальному и культурному прогрессу ирландского общества и обогащения её качества жизни за счет развития устойчивого туризма, поощрения передового опыта в области спортивных и художественных достижений, содействия расширению доступа к спорту и искусству, а также сохранения культурного наследия Ирландии .

## Состав команды
- Министр искусства, наследия и гэлтахтов
  - Государственный министр по делам гэлтахтов
- Генеральный секретарь министерства

## Функции
- Разработка, развитие и оценка политики и структур, направленных на поощрение практики и оценки творчества и толкования искусства и поощрение развития ирландской киноиндустрии
- содействие национальным учреждениям в деле по сохранению и защите наследия Ирландии и её культурных ценностей, включая национальные памятники
- формулирование, разработка и оценка политики спорта
- контроль основных спортивных проектов
- содействие дальнейшему развитию индустрии туризма
- создание среды, позволяющей национальным культурным учреждениям развиваться путём предоставления финансовых ресурсов и соответствующих политических рычагов.

## Подведомственные органы
- Национальная галерея Ирландии
- Национальная библиотека Ирландии
- Национальный музей Ирландии
- Художественный совет Ирландии

## История
- Министерство экономического планирования и развития (1977-1980)
- Министерство энергетики (1980-1981)
- Министерство промышленности и энергетики (1981-1983)
- Министерство энергетики (1983-1993)
- Министерство туризма и торговли (1993-1997)
- Министерство туризма, спорта и отдыха (1997-2002)
- Министерство искусств, спорта и туризма (2002-2010)
- Министерство туризма, культуры и спорта (2010-2011)
- Министерство искусств, наследия и гэлтахтов (2011-настоящее время)